# Alsónemesapáti, Zala
Alsónemesapáti  este un sat în districtul Zalaegerszeg, județul Zala, Ungaria, având o populație de 722 de locuitori (2011). 

## Demografie
Componența etnică a satului Alsónemesapáti
     Maghiari (97,64%)
     Romi (2,36%)
Componența confesională a satului Alsónemesapáti
     Romano-catolici (67,87%)
     Fără religie (4,99%)
     Reformați (2,49%)
     Necunoscută (23,96%)
     Atei (0,69%)
Conform recensământului din 2011, satul Alsónemesapáti avea 722 de locuitori. Din punct de vedere etnic, majoritatea locuitorilor (97,64%) erau maghiari, cu o minoritate de romi (2,36%).  Din punct de vedere confesional, majoritatea locuitorilor (67,87%) erau romano-catolici, existând și minorități de persoane fără religie (4,99%) și reformați (2,49%). Pentru 23,96% din locuitori nu este cunoscută apartenența confesională.